# Mulhouse
Mulhouse (franskt uttal: [myluz]
 ( lyssna); elsassiska: Mìlhüsa [mɪlˈhyːsa]; tyska: Mülhausen [myːlˈhaʊzn̩], översatt "kvarnhus") är en stad och kommun i departementet Haut-Rhin i regionen Grand Est i Frankrike.

## Historia
Mulhouse omtalas första gången på 700-talet, löd fram till 1261 under abbotarna i Strasbourg men blev kort därefter fri riksstad inom det Tysk-romerska riket. År 1466 ingick Mulhouse förbund med Bern och Solothurn och inträdde 1515 i edsförbundet. År 1798 anslöt sig Mulhouse till Frankrike. Under perioden 1871–1918 tillhörde Mulhouse Tyskland.
Den 8–9 augusti 1914 hölls Mulhouse besatt av franska trupper. Under tiden utkämpades häftiga strider vid staden.

## Kommunikationer
Staden, som har 104 924 invånare (2022) ligger vid motorväg 36 (A36), som går från statsgränsen mot Tyskland till Beaune där den möter motorvägen A6 från Paris till Lyon.
Flygplatsen, som betjänar de tre städerna Basel, Mulhouse och Freiburg, kallas EuroAirport.

## Utbildning
I Mulhouse finns ett universitet, som samverkar med universiteten i Basel, Freiburg im Breisgau och Karlsruhe.

## Ekonomi
I staden finns den största arbetsgivaren i Alsace, Peugeot-Mulhouse med ungefär 12 500 anställda.

## Befolkningsutveckling
| Befolkningsutvecklingen i Mulhouse 1968–2021 | Befolkningsutvecklingen i Mulhouse 1968–2021 | Befolkningsutvecklingen i Mulhouse 1968–2021 | Befolkningsutvecklingen i Mulhouse 1968–2021 | Befolkningsutvecklingen i Mulhouse 1968–2021 |
| -------------------------------------------- | -------------------------------------------- | -------------------------------------------- | -------------------------------------------- | -------------------------------------------- |
|                                              |                                              |                                              |                                              |                                              |
| År                                           |                                              |                                              | Folkmängd                                    |                                              |
| 1968                                         | 1968                                         |                                              | 116 336                                      |                                              |
| 1975                                         | 1975                                         |                                              | 117 013                                      |                                              |
| 1982                                         | 1982                                         |                                              | 112 157                                      |                                              |
| 1990                                         | 1990                                         |                                              | 108 357                                      |                                              |
| 1999                                         | 1999                                         |                                              | 110 359                                      |                                              |
| 2007                                         | 2007                                         |                                              | 111 394                                      |                                              |
| 2015                                         | 2015                                         |                                              | 110 370                                      |                                              |
| 2021                                         | 2021                                         |                                              | 106 341                                      |                                              |

## Sport
Volleybollklubben Volley Mulhouse Alsace kommer från staden.

## Sevärdheter
- Rådhuset, uppfört 1552.
- Musée National de l’Automobile de Mulhouse – statligt bilmuseum med den berömda Schlumpf-samlingen
- Cité du Train – franska järnvägsmuseet
- le Musée de l’Impression sur Etoffes de Mulhouse – museum med tryckta textilier. Idag det största i sitt slag med fler än sex miljoner mönster i lagret.